# Ixia versicolor
Ixia versicolor är en irisväxtart som beskrevs av Gwendoline Joyce Lewis. Ixia versicolor ingår i släktet Ixia och familjen irisväxter. Inga underarter finns listade i Catalogue of Life.